# Blanc mortel
Blanc mortel (titre original : Lethal White) est un roman policier de Robert Galbraith (deuxième nom de plume de J. K. Rowling) publié en anglais en septembre 2018. Les éditions Grasset ont publié sa traduction française le 10 avril 2019,.
Ce roman est le quatrième de la série Les Enquêtes de Cormoran Strike. Le titre du roman, en version originale, fait référence au « syndrome du poulain blanc » (« lethal white syndrome »), qui est une mutation génétique du cheval qui touche les poulains portant une robe blanche.
Un an après les faits relatés dans le précédent roman, et alors que Robin est mariée et que Cormmoran a encore changé de petite amie (prologue), un jeune homme mentalement perturbé, Billy, se présente à l'agence. Il affirme que plusieurs années auparavant, étant enfant, son frère et lui avaient été témoins de la mort d'une enfant qui avait ensuite été enterrée. Cormoran découvre que le frère de Billy, à savoir Jimmy, fait chanter un homme politique important, le ministre Jasper Chiswell. Or quelques jours après, Jasper Chiswell demande à Cormoran d'enquêter sur Jimmy afin de trouver un moyen pour faire cesser le chantage. Cormoran et Robin doivent donc enquêter sur deux affaires : d'une part le chantage exercé par Jimmy sur Jasper Chiswell (première partie du roman), et d'autre part la mort supposée d'une enfant quinze ou vingt ans auparavant (seconde partie). L'enquête va mener le détective et Robin au sein du Parlement du Royaume-Uni (première partie du roman) puis dans un effrayant manoir en pleine campagne anglaise (seconde partie).

## Principaux personnages
- La victime inconnue
  - Jeune enfant étranglé(e).

- Enquêteurs et policiers
  - Cormoran Strike : 37 ans, détective privé, handicapé (amputé à la jambe droite au niveau du genou).
  - Robin Ellacott : 27 ans, secrétaire de Cormoran Strike, mariée à Matthew Cunliffe.
  - Eric Wardle : sergent de Scotland Yard.
  - Mitch Patterson : détective privé embauché par The Sun.

- Famille Knight et entourage
  - Billy Knight : frère de Jimmy ; atteint de troubles mentaux.
  - Jimmy Knight : frère de Billy ; militant d'extrême gauche.
  - Flick Purdue : petite amie de Jimmy ; militante d'extrême gauche.

- Famille Chiswell et entourage
  - Jasper Chiswell (« Chizzle ») : 68 ans, ministre de la Culture ; marié en secondes noces avec Kinvara ; père de quatre enfants (dont Freddie, Izzy, Raphael).
  - Kinvara Hanratty-Chiswell : seconde épouse de Jasper Chiswell.
  - Freddie Chiswell (cité seulement) : fils aîné décédé de Jasper Chiswell ; Cormoran avait enquêté sur sa mort survenue durant la Guerre d'Irak.
  - Isabella « Izzy » Chiswell : fille de Jasper Chiswell et sa directrice du cabinet.
  - Raphael « Raff » Chiswell : 4e enfant et fils naturel (né hors mariage) de Jasper Chiswell ; il est sorti récemment de prison après un accident avec homicide involontaire.

- Famille Winn et entourage
  - Geraint Winn : époux de Della Winn (ministre des Sports dans le même gouvernement que Chiswell et rivale politique de celui-ci).
  - Della Winn : aveugle ; ministre des Sports et épouse de Geraint Winn.
  - Aamir Mallik : assistant parlementaire de Della Winn.

- Entourage de Cormoran et de Robin
  - Matthew Cunliffe : comptable ; époux de Robin.
  - Lorelei Bevan : actuelle petite amie et compagne de Cormoran ; gérante d'un magasin de prêt à porter « vintage ».
  - Vanessa Ekwensi : policière ; amie de Robin.
  - Nick et Ilsa : amis de longue date de Cormoran Strike. Nick est gastro-entérologue et Ilsa est avocate.

- Autres personnages
  - Charlotte Campbell Ross : ex-compagne de Cormoran Strike.
  - Andy Hutchins et Sam Barclay : employés à temps partiel de Cormoran Strike.
  - Denise : secrétaire  de Cormoran Strike.

## Résumé
Le roman comprend 69 chapitres, répartis en deux parties de tailles différentes, précédés d'un prologue et suivis d'un épilogue.

### Prologue
Le roman commence dans la continuité du roman précédent, le jour de la cérémonie du mariage de Matthew et Robin.
Ce 2 juillet 2011, Robin Ellacott vient d'épouser Matthew Cunliffe. Pour sa part Cormoran Strike, qui a capturé l'Éventreur de Shacklewell la nuit précédente, est épuisé. Tandis que Shanker attend dans la voiture qui leur a permis de faire les 500 km pour venir près de York, Robin accueille Cormoran avec froideur compte tenu de son licenciement. Elle ignore que c'est Matthew qui a effacé les messages de Cormoran laissés sur la boîte vocale et a supprimé les notifications d'appels. Quand elle apprend la vérité, elle se dispute violemment avec Matthew, tout en étant fière et heureuse d'apprendre que Cormoran avait en réalité renoncé in extremis au licenciement. Elle accepte de continuer à travailler à ses côtés, moyennant la reconnaissance officielle qu'elle est une collaboratrice à part entière.

### Première partie
Chapitres 1 à 35.
Les événements du prologue se sont produits début juillet 2011. Le premier chapitre commence un an après, le 15 juin 2012, alors que les Britanniques ont fêté le Jubilé de diamant d'Élisabeth II et s'apprêtent à être spectateurs des Jeux olympiques de Londres. Cormoran a embauché du personnel (les enquêteurs Andy Hutchins et Sam Barclay, la secrétaire Denise), agrandissant ainsi son agence de détectives (chapitre 1).
Il reçoit dans ses locaux la visite inattendue d'un jeune homme apparemment déséquilibré sur le plan mental, Billy, qui lui déclare qu'il avait, enfant, été témoin de l’étranglement et de l'enterrement d'une petite fille. Son grand-frère Jimmy en aurait aussi été le témoin. La nouvelle secrétaire de l’agence ayant appelé la police, Billy prend peur et s'enfuit. Alors que Robin vient de prendre définitivement congé de la psychologue qu'elle voyait une mois par mois depuis l'été précédent, elle reçoit un appel téléphonique de Cormoran qui lui résume l'étrange entretien qu'il vient d'avoir avec Billy et sa fuite soudaine. On apprend que Cormoran entretient une liaison avec une femme prénommée Lorelei (chapitres 2 et 3).
Après avoir constaté que Billy avait écrit « Charlemont Road » sur un bloc à papier, Cormoran se rend dans ce quartier de l'East End. Il remarque des affiches d'une réunion politique organisée non loin de là par un certain Jimmy Knight. Supposant qu’il pouvait s'agir du frère de Billy, Strike se rend à cette réunion. Effectivement Jimmy est orateur à cette réunion, ; il est un activiste d'extrême gauche qui, avec sa compagne Flick, anime un « comité de résistance » opposé aux Jeux olympiques. Cormoran leur parle des déclarations de Billy, mais Jimmy et Flick répondent que Billy a des problèmes mentaux tels, que ses affirmations seraient insensées. Lors de la conversation, Flick croit que Cormoran a été envoyé par un certain « Chizzle » (chapitres 4 à 6).
Robin et Matthew ont préféré prendre en location un logement plutôt qu'acheter. Ils viennent de déménager et organisent une pendaison de crémaillère à laquelle Cormoran est invité avec Lorelei. La soirée est ennuyeuse pour tout le monde (chapitre 7).
La rencontre entre Cormoran et Jimmy a été remarquée par un policier en civil, qui a répercuté l'information. Jasper Chiswell, le ministre de la Culture, dont le nom se prononce « Chizzle », en a été informé. Cormoran avait entendu parler de Chiswell lorsqu'il avait enquêté, plusieurs années auparavant, sur la mort de son fils Freddie, soldat mort en Irak. Chiswell lui explique que depuis deux mois, il fait l'objet d'un chantage de la part de Jimmy Knight, qui a tenté de lui extorqué une forte somme d'argent. Chiswell ayant refusé de payer, le jeune homme est revenu à la charge. Au demeurant Chiswell connaissait déjà les deux frères Knight, qui vivaient non loin de son manoir dans l'Oxfordshire. Chiswell demande à Cormoran d'enquêter sur Jimmy, tout en précisant qu'il est quasi-certain que le jeune homme est en lien avec Geraint Winn, l'époux d'une collègue membre du gouvernement et adversaire politique, lequel pourrait être le fournisseur d'informations à Jimmy. Le ministre conteste le chantage et avoir commis tout acte illégal, affirmant que ce qu'il avait fait était « légal à l'époque », c'est-à-dire six ans auparavant. Cormoran lui explique qu'il enquête sur Billy et les affirmations de ce dernier ; Chiswell répond que le chantage ne concerne pas la mort d'un enfant par strangulation, et que le chantage porte sur des faits bien plus récents de 2006. La dernière phrase du ministre est : « Nul ne peut être tenu pour responsable des conséquences fortuites », ce qui laisse Strike songeur (chapitres 8 et 9).
Cormoran envoie Robin au sein du cabinet de Chiswell : elle est censée être la filleule du ministre qui tente de s'insérer dans la vie active et qui a trouvé ce job de stagiaire. Sous l'identité de Venetia Hall, son rôle est d'espionner Geraint Winn, dont le cabinet est situé à côté de celui de Chiswell et dont la femme est ministre des Sports. Cette enquête sous couverture stresse Robin et met à mal ses relations avec son époux Matthew. Robin rencontre Izzy, fille et directrice du cabinet de Chiswell, son fils naturel Raphael qui, sortant de prison après avoir purgé une peine pour homicide involontaire, y travaille aussi, ainsi que la seconde épouse de Chiswell, Kinvara. Elle fait aussi la connaissance de Geraint Winn, dont les gestes et les paroles lubriques la hérissent (chapitres 10 à 13).
Cormoran apprend par Eric Wardle, son contact à Scotland Yard, que deux enfants ont disparu dans l'Oxfordshire aux dates indiquées par Cormoran : Suki Lewis, 12 ans, en 1992, et Imamu Ibrahim, 5 ans, en 1996. Cormoran se rend à Manchester pour rencontrer Dawn Clancy, qui avait été l'épouse de Jimmy Knight durant cinq ans avant leur divorce. L'entretien ne donne pas grand résultat. Robin a réussi à placer un micro dans le bureau de Geraint Winn ; elle fait la connaissance de Della Winn et a une conversation avec Geraint, qui lui parle de sa fille Rhiannon. Elle rencontre aussi Kinvara (l'épouse de Chiswell) qui parle d'hommes rôdant dans sa propriété la nuit ; elle craint qu'on ne vole certains de ses chevaux dont elle fait l'élevage. Les premiers enregistrements issus du micro montrent que Geraint est effectivement en lien avec Jimmy, et qu'ils complotent contre Jasper Chiswell : la remise de photos compromettantes, actuellement en possession des Affaires Étrangères, est évoquée (chapitres 14 à 20).
Robin continue de se faire courtiser par Raff, et Kinvara se demande si Robin (« Venetia Hall ») est la maîtresse de son époux. Elle évoque auprès de Robin un homme qui était dans sa propriété, l'autre soir, muni d'une bêche. Aucun de ses employés de l'agence n'étant libre pour suivre Jimmy à une réunion politique un samedi matin, Cormoran s'y rend seul, grimé avec un masque à la Guy Fawkes. Il entend Jimmy parler des photos à sa petite amie Flick, qui lui reproche ses absences et ses dépenses, mais aussi de Billy, gardé « prisonnier » quelque part. En lui suivant, Cormoran fait une chute et se fait mal à la jambe, ce qui l'oblige à cesser la filature et à appeler sa petite amie Lorelei à l'aide (chapitres 21 et 22).
Alors que Cormoran vit au domicile de Lorelei en raison de ses blessures, il est contacté par Culpepper, journaliste de presse people à The Sun, qui lui demande s'il accepterait de faire des recherches sur un ministre. Comprenant qu'on parle de Chiswell, Cormoran refuse ; Culpepper lui dit qu’il va mettre le détective privé Mitch Patterson sur le coup. Au bureau du Parlement, Robin constate que Geraint Winn a reçu un courrier de Sir Kevin Rodgers, un aristocrate qui donne de l’argent à des œuvres caritatives, et notamment à l'œuvre chaperonnée par Geraint Winn : Level Playing Field. Appelant le vieil homme et son épouse, et se faisant passer pour Della Winn, elle apprend que Geraint Winn ne peut pas justifier l'affectation d'une importante somme d'argent, et que les Rodgers craignent que Geraint ait commis un abus de confiance. Le couple évoque le prénom d'« Elspeth ». Se renseignant auprès de Chiswell, elle apprend qu’il s'agit de d'Elspeth Curtis-Lacey, qui au demeurant doit venir à une soirée de gala organisée par le ministère de la Culture. Chiswell propose à Robin de venir avec lui à cette soirée de gala afin de rencontrer Elspeth Curtis-Lacey. En pleine nuit, Cormoran apprend que son neveu et filleul JAck, le fils de Lucy, a fait une péritonite et qu'on a dû l'hospitaliser en urgence. Il met de côté ses activités et reste à l'hôpital toute la journée. Le lendemain, Robin est abordée par le détective privé Mitch Patterson, qu'elle prend pour un journaliste et qui a un comportement odieux et agressif à son égard, mais qui ignore l'identité et l'activité de « Venetia Hall ». Dans une conversation avec Izzy et Raff, le mystérieux homme « Jack o'Kent » est évoqué, mais aussi une petite fille qui avait disparu : Suki. Or ce prénom avait été cité par Wardle à Strike quelques semaines auparavant (chapitres 23 à 27).
Robin a de nouveau récupéré un enregistrement effectué dans le bureau de Geraint. On y découvre que Della Geraint a des relations bizarres avec Aamir Mallik, son assistant parlementaire, à qui elle met à disposition un appartement en ville. Par son employé Hutchins, Cormoran apprend que Jimmy a créé une pancarte à l'effigie de Chiswell, et qu'il compte se faire remarquer lors de la soirée de gala à laquelle Chiswell et Robin doivent se rendre le soir même. Après avoir averti Chiswelle des intentions de Jimmy, Cormoran s'y rend aussi. Il aperçoit Jimmy, se bagarre avec lui et déchire la pancarte. Il est ensuite récupéré par Chiswell qui l'emmène en voiture à la soirée de gala. Chiswell se montre cinglant à l'égard de son épouse Kinvara. Cormoran informe Robin que la pancarte montrait Chiswell pendu à un gibet, au dessus d'un tas enfants noirs. Pendant la soirée, tandis que Robin tente d'entrer en contact avec Elspeth Curtis-Lacey, Cormoran rencontre son ancienne compagne, Charlotte Campbell, venue au gala sans son mari. Ils papotent de tout et de rien, y compris de Raff. Chiswell donne rendez-vous à Cormoran et à Robin, le lendemain matin à 10 h à son domicile (chapitres 29 à 33).
Le lendemain, Robin arrive la première au domicile de Chiswell. Elle découvre le ministre assis sur la chaise de son bureau. Il est mort étouffé, un papier plastique enserrant sa tête. Près de lui se trouve une lettre manuscrite de son épouse Kinvara, lui annonçant qu'elle le quitte définitivement. Elle appelle la police. Cormoran arrive à son tour dans la maison ; la police ne tarde pas arriver non plus (chapitres 34 et 35).

### Seconde partie
Chapitres 36 à 69.
Robin vient d'être auditionnée par le MI-5. Cormoran constate que leur client est mort et que l’enquête va devoir s'arrêter. Mais s'agit-il d'un suicide, ou plutôt d'un meurtre ? En tout cas, les médias ne relatent pas l'enquête confiée à Cormoran par Chiswell ni le rôle de Robin (chapitre 36).

## Autour du roman

### Adaptation
Une série télévisée adaptée des romans, C.B. Strike, est réalisée pour BBC One avec Tom Burke dans le rôle du détective Cormoran Strike et Holliday Grainger dans le rôle de Robin.
Les huitième, neuvième, dixième et onzième épisodes, composant l'adaptation du roman Blanc mortel, sont diffusés au Royaume-Uni les 30 août 2020, 31 août 2020, 6 septembre 2020 et 7 septembre 2020.

### Référence à Wikipédia
En fin du chapitre 8, l'autrice évoque Wikipédia : « Pour éviter la confusion, lut Robin sur la page Wikipédia, tous les employés sont appelés Georges. »